# (500395) 2012 TT91
(500395) 2012 TT91 es un asteroide perteneciente al cinturón de asteroides, descubierto el 15 de octubre de 2007 por el equipo del Mount Lemmon Survey desde el Observatorio del Monte Lemmon, Arizona, Estados Unidos.

## Designación y nombre
Designado provisionalmente como 2012 TT91.

## Características orbitales
2012 TT91 está situado a una distancia media del Sol de 2,854 ua, pudiendo alejarse hasta 3,045 ua y acercarse hasta 2,664 ua. Su excentricidad es 0,066 y la inclinación orbital 3,569 grados. Emplea 1761,86 días en completar una órbita alrededor del Sol.

## Características físicas
La magnitud absoluta de 2012 TT91 es 17.